# Phyllonorycter jezoniella
Phyllonorycter jezoniella är en fjärilsart som först beskrevs av Matsumura 1931.  Phyllonorycter jezoniella ingår i släktet guldmalar, och familjen styltmalar. Inga underarter finns listade i Catalogue of Life.